# Kiyosu, Aichi
Kiyosu (清須市 Kiyosu-shi, Thanh Tu) là một thành phố thuộc tỉnh Aichi, Nhật Bản.
Vào ngày 7 tháng 7 năm 2005 Kiyosu đã được sáp nhập với 2 thị trấn Shinkawa và Nishibiwajima để trở thành thành phố Kiyosu.

## Thành phố kết nghĩa
- Jerez de la Frontera,  Tây Ban Nha
- Toyota (tỉnh Aichi, thị trấn cũ của Asahi)
  - Các thị trấn cũ của Shinkawa